# Zjyzjma
Zjyzjma (vitryska: Жыжма) är ett vattendrag i Belarus. Det ligger i den nordvästra delen av landet, 130 km väster om huvudstaden Minsk.
I omgivningarna runt Zjyzjma växer i huvudsak blandskog. Runt Zjyzjma är det ganska glesbefolkat, med 22 invånare per kvadratkilometer.